# Wacław von Płock

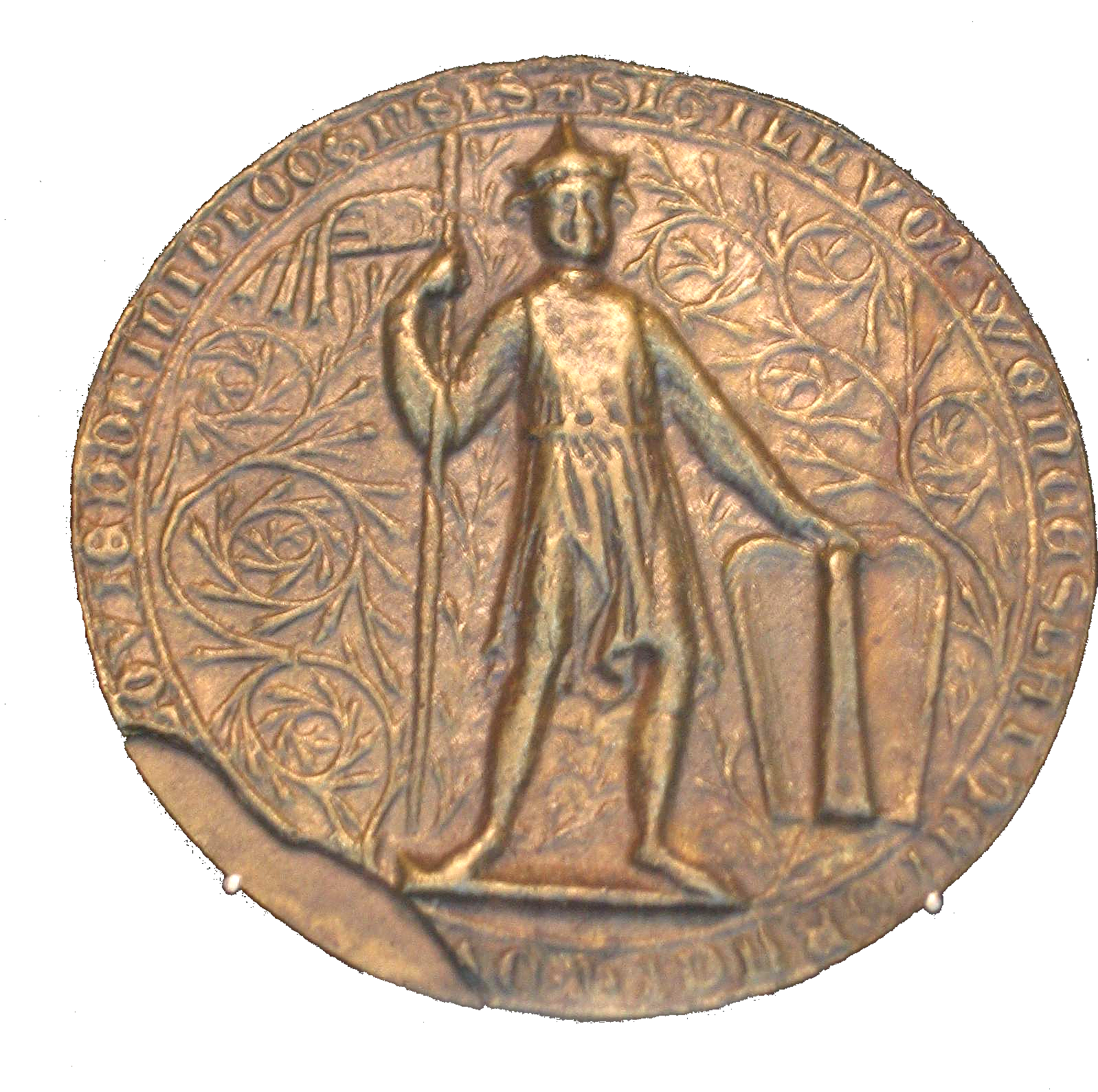
Das herzogliche Siegel von Herzog Wacław von Płock

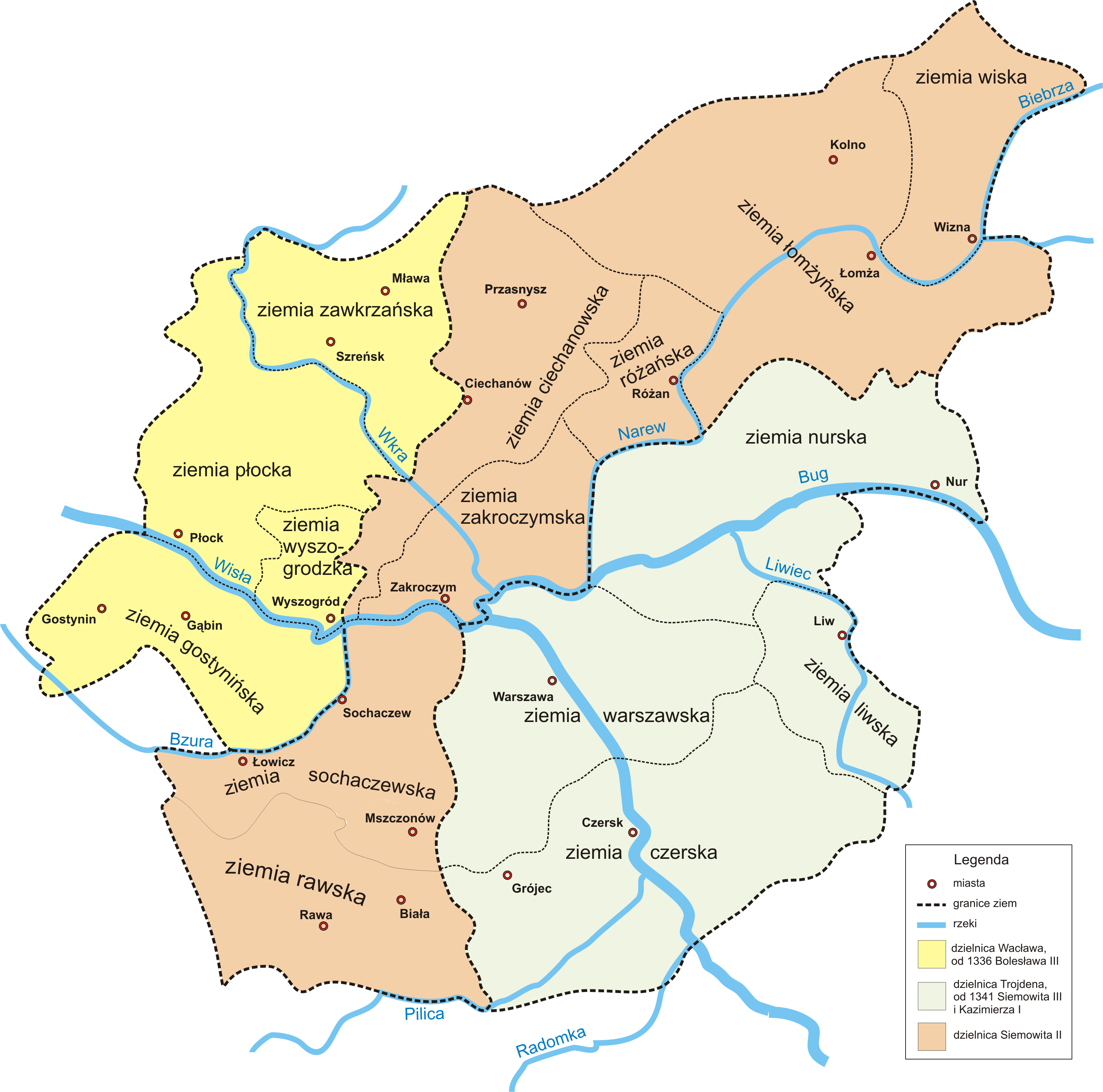
Das Herzogtum Masowien aufgeteilt in drei Unterherzogtümer (Warschau-Czersk, Rawa und Płock), politische Lage der Jahre 1313–1345, das Herzogtum von Wacław gelb hervorgehoben (polnische Karte)

Wacław von Płock (auch Wenzel von Plo(t)zk, polnisch Wacław Płocki; * 1293; † 23. Mai 1336) war ab 1313 souveräner Herzog von Masowien in Płock und ab 1329 Vasall der böhmischen Krone für sein Herzogtum. Wacław war der Sohn von Bolesław II. (1251–1313), Herzog von Masowien aus seiner Ehe mit der Kunigunde von Böhmen (1265–1321), Tochter von König Ottokar II. Přemysl. Wacław entstammte in seinem Mannesstamm dem Adelsgeschlecht der Piasten.

## Leben
Wacław war der jüngste Sohn von Herzog Bolesław II. und seiner Ehefrau Kunigunde von Böhmen. Sein eigenes Herrschaftsgebiet, das masowsche Teilherzogtum von Płock, bekam er erst nach dem Tod des Vaters zuerkannt.
In seiner Regierungszeit betrieb eine auf Gleichgewicht der lokalen Mächte (und zum eigenen Schutz) zielende Politik. Sein Herzogtum grenzte im Norden an das Deutschordensland und im Süden und Westen an das Königreich Polen des Königs Władysław I. Ellenlang. So nahm er 1320 am Kurienprozess gegen den Deutschen Orden in Inowrocław teil, wo er in der Streitfrage Pommerellen, das 1308 mit Danzig vom Deutschen Orden erobert worden war, gegen den Ritterorden aussagte. Er schloss mehrere Verträge mit seinen Nachbarn, so den Vertrag in Golub vom 14. April 1321 mit dem Landmeister des Deutschen Ordens in Preußen, Friedrich von Wildenberg, in dem er sich gegenüber dem Landmeister verpflichtete, keine den Deutschrittern feindliche Truppen des Großfürstentums Litauen freie Passage durch sein Herzogtum zu gewähren. Trotz des Vertrages unterhielt er weiterhin gute Kontakte zu litauischen Machthabern. Folglich wurde sein Gebiet durch die litauischen Truppen verschont, zudem bekam er die Hand von Elisabeth, Tochter von Großfürst Gediminas, was die Beziehungen zwischen Masowien-Płock und Litauen einstweilen stärkte. 
1325 gab Wacław seine Gleichgewichts- und Neutralitätspolitik auf. König Władysław I. Ellenlang ließ seine königlich-polnischen Truppen in das Herzogtum einmarschieren. Die Hintergründe für den Einmarsch sind unbekannt. Als Antwort schloss Wacław am 2. Januar 1326 in Brodnica eine gegen das Königreich Polen gerichtete Defensivallianz mit den Herzögen (die seine Brüder waren) Trojden I. (1284/86–1341), Herzog von Masowien in Warschau-Czersk und Siemowit II. (1283–1345), Herzog von Masowien in Rawa.
1327 brach ein Krieg zwischen dem Deutschen Orden und dem Königreich Polen aus, woraufhin Herzog Wacław sich auf die Seite der Deutschritter schlug, was einen erneuten Einmarsch königlich-polnischer Truppen provozierte. Durch militärischen Beistand des Deutschordenslandes konnte Wacław die Truppen des polnischen Königs zurückwerfen, eine Gegenoffensive gegen das zum Königreich Polen gehörende Kujawien scheiterte allerdings. 
1329 wechselte Wacław die Seiten und sprach sich offen für Polen des Königs Władysław I. aus. Dieser Seitenwechsel rächte sich noch im gleichen Jahr, als die vereinigten böhmisch-deutschritterlichen Heere in sein Herzogtum eindrangen und unter der persönlichen Führung von König Johann von Luxemburg, der genauso wie der Deutsche Orden mit dem Polenkönig im Streit lag, Płock belagerten. Vor dem Hintergrund militärischer Unterlegenheit und kaum auf Entsatz durch König Władysław I. hoffend, kapitulierte Wacław und leistete am 29. März 1329 dem böhmischen König, der den Anspruch erhob König von Polen zu sein, den Vasalleneid. 
In den Jahren nach 1329 zog sich Wacław zusehends aus der aktiven Politik zurück und verstarb am 23. Mai 1336. Er wurde in der Kathedrale von Płock begraben.

## Ehe und Nachkommen
Aus der Ehe mit Elisabeth von Litauen (1302–1364), Tochter von Großfürst Gediminas, die er 1316 ehelichte, hatte er einen Sohn und eine Tochter:
- Bolesław III. (1322/1330–1351), ab 1336 Herzog von Masowien in Płock;
- Anna von Płock (nach 1316–1363), durch Heirat mit Herzog Heinrich V. dem Eisernen, Herzogin von Glogau, Sagan und Steinau;

| Personendaten    | Personendaten                                                 |
| ---------------- | ------------------------------------------------------------- |
| NAME             | Wacław von Płock                                              |
| ALTERNATIVNAMEN  | Wenzel von Plotzk; Wenzel von Plozk; Wacław Płocki (polnisch) |
| KURZBESCHREIBUNG | Herzog von Masowien in Płock                                  |
| GEBURTSDATUM     | 1293                                                          |
| STERBEDATUM      | 23. Mai 1336                                                  |